# Honaddi, Bidar
Honaddi là một làng thuộc tehsil Bidar, huyện Bidar, bang Karnataka, Ấn Độ.